# Patagonykus
Patagonykus là một chi khủng long, được Novas mô tả khoa học năm 1996.